# Kostel Narození Panny Marie (Orlová)
Kostel Narození Panny Marie v Orlové (polsky Kościół Narodzenia Maryi Panny w Orłowej) je římskokatolický kostel v okrese Karviná, v Orlové-Městě. Spadá pod římskokatolickou farnost v Orlové v ostravsko-opavské diecézi. Někdy je přezdíván „Slezské Hradčany“.
První zmínka o orlovské kapli pochází z roku 1223 a poté, co do Orlové na počátku 13. století přišli benediktini, se již objevují zmínky o ustanovení farnosti. Roku 1466 došlo k přestavění někdejší kaple na kostel zasvěcený Narození Panny Marie. Na konci 17. století došlo k částečné barokní rekonstrukci kostela, z čehož nejvýznačnější byla přestavba původně dřevěné věže na zděnou. Novogotickou podobu dostal v letech 1903–1905 a 21. října 1906 došlo k jeho slavnostnímu vysvěcení.
Jedná se o trojlodní stavbu vystavěnou v novogotickém slohu. Kněžiště v zadní části kostela pochází z 15. století. Kvůli poddolování mu několikrát hrozil zánik. Kostel spolu s přístupovým schodištěm osazeným sochami je chráněn jako kulturní památka České republiky.

## Stavební vývoj

### Kaple
O orlovské kapli stojící na místě dnešního kostela se prvně zmiňuje listina vratislavského biskupa Vavřince z roku 1223. Z té se lze dočíst, že se jednalo o menší stavbu vybudovanou knížetem Měškem II. ještě před příchodem benediktinů do Orlové na počátku 13. století.
Pramenný údaj o orlovském faráři z 28. května 1260 dále uvádí, že v Orlové byla již v té době během benediktinského působení ustanovena farnost. V tomto pramenu se píše o jistém knězi jménem Martin, který byl jejím kaplanem, a že farnost nedisponovala nijak výsadním postavením, neboť byla podřízena opatovi v Tynci.

### Kostel Jana III.
Na místě původní kaple nechal opat Jan III. vystavět nový kostel vysvěcený 14. srpna 1466. Není známa původní architektonická podoba svatostánku, jednalo se však pravděpodobně o jednolodní kamennou stavbu s dřevěnou věží vystavěnou v gotickém slohu s pravoúhlým presbyteriem. Později byla stavba rozšířena o dvě boční lodi, získala zasvěcení Narození Panny Marie a stala se poutním místem.

### Barokní přestavba

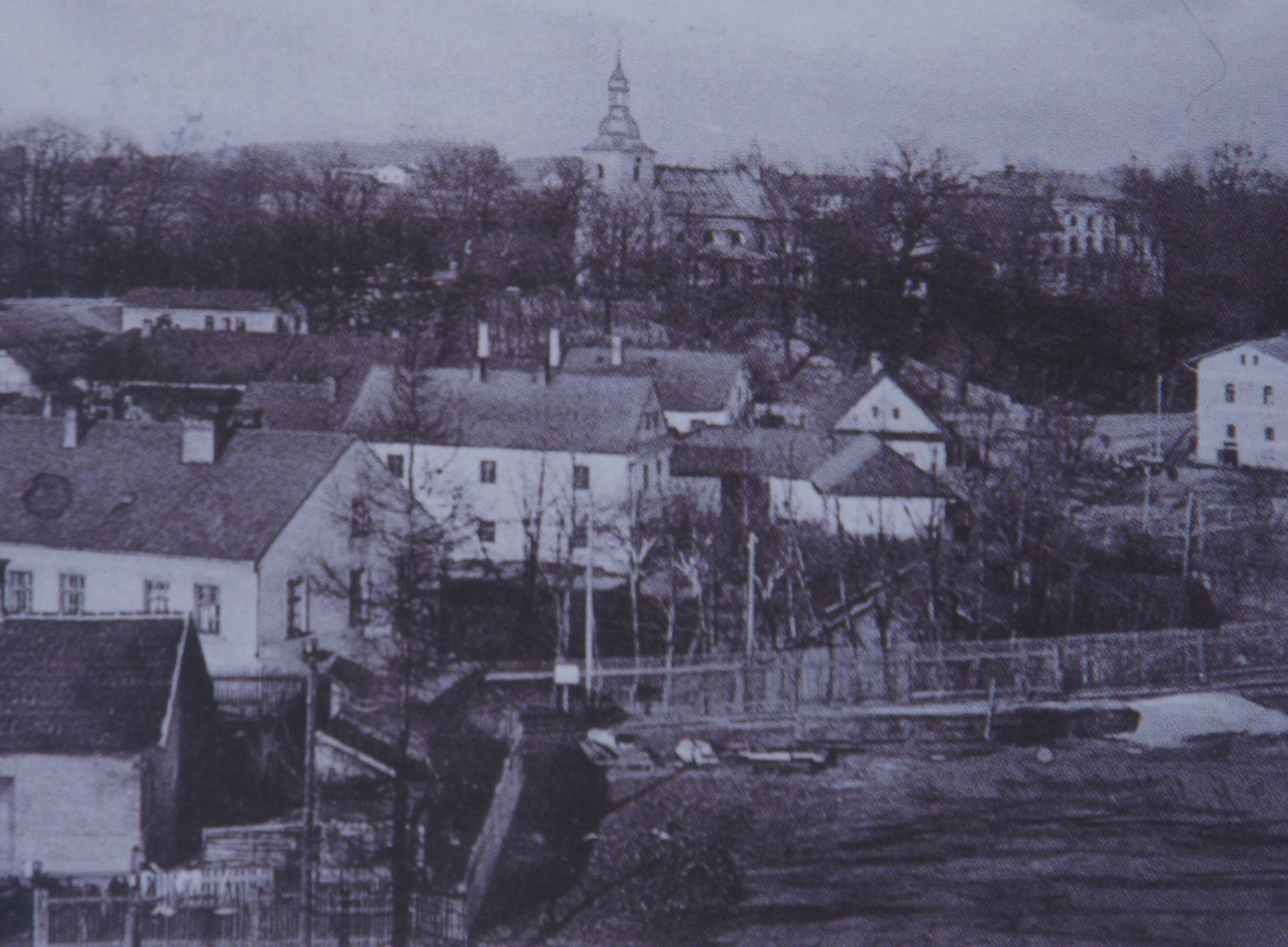
Kostel před rokem 1903

Koncem 17. století proběhla přestavba kostela v barokním slohu. Dřevěnou věž nahradila věž zděná, krytá plechem. Střechu lodě pokrýval šindel. Strop byl rovný z klád a pouze část nad hlavním oltářem dostala klenbu.

### Novogotická podoba
Na začátku 20. století již kostel nevyhovoval kapacitním potřebám věřících a orlovský kostelní výbor rozhodl o jeho přestavbě. V roce 1903 byl starý kostel až na kněžiště zcela rozebrán. Dne 8. září 1903 byl u příležitosti dne svátku narození Panny Marie položen základní kámen stavby, kterou provedli místní stavitelé Miroslav Martinec společně s Janem Sedlaříkem na základě upravených plánů stavitele Josefa Bergra z Bohumína za 600 000 korun. Kostel dostavěli v roce 1905 a 21. října 1906 došlo k jeho slavnostnímu vysvěcení.
Mezi lety 1920 až 1975 bylo v Orlové a okolí kostela zbouráno na 1200 budov a roku 1979 došlo i k demolici zámku v přilehlém parku. Od roku 1961 do 2008 činil vypočtený pokles způsobený poddolováním 2,5 m. Zaměřený pokles náměstí v období 1959–2004 byl 1,83 m. Rozsáhlé škody ve zdivu stavby způsobily především důlní otřesy. V osmdesátých letech 20. století hrozila poddolovanému kostelu demolice. Za jeho záchranu se zasadil ThDr. Antonín Huvar, farář farnosti a čestný papežský prelát, společně s několika farníky. Následně proběhlo statické zajištění kostela stažením základů, položena nová střecha, opravena fasáda, provedena výmalba a vyměněna výdřeva podpírající kostel. Další opravy se prováděly postupně v etapách od roku 2000 až do roku 2013. V tomto období proběhlo mimo jiné nové statické zabezpečení, oprava fasády, obměna střechy, výmalba interiéru a pořízení dvou nových zvonů.
Kostel je od 7. dubna 1964 chráněn jako Kulturní památka České republiky a nachází se v ochranném pásmu historického centra. Je pravidelně využíván, konají se zde bohoslužby v češtině a polštině.

### Program záchrany architektonického dědictví
V rámci Programu záchrany architektonického dědictví bylo v letech 2001–2003 na opravu památky čerpáno 3 500 000 Kč.
| rok    | 2001  | 2002 | 2003  |
| ------ | ----- | ---- | ----- |
| částka | 1 200 | 900  | 1 400 |

## Popis

### Exteriér

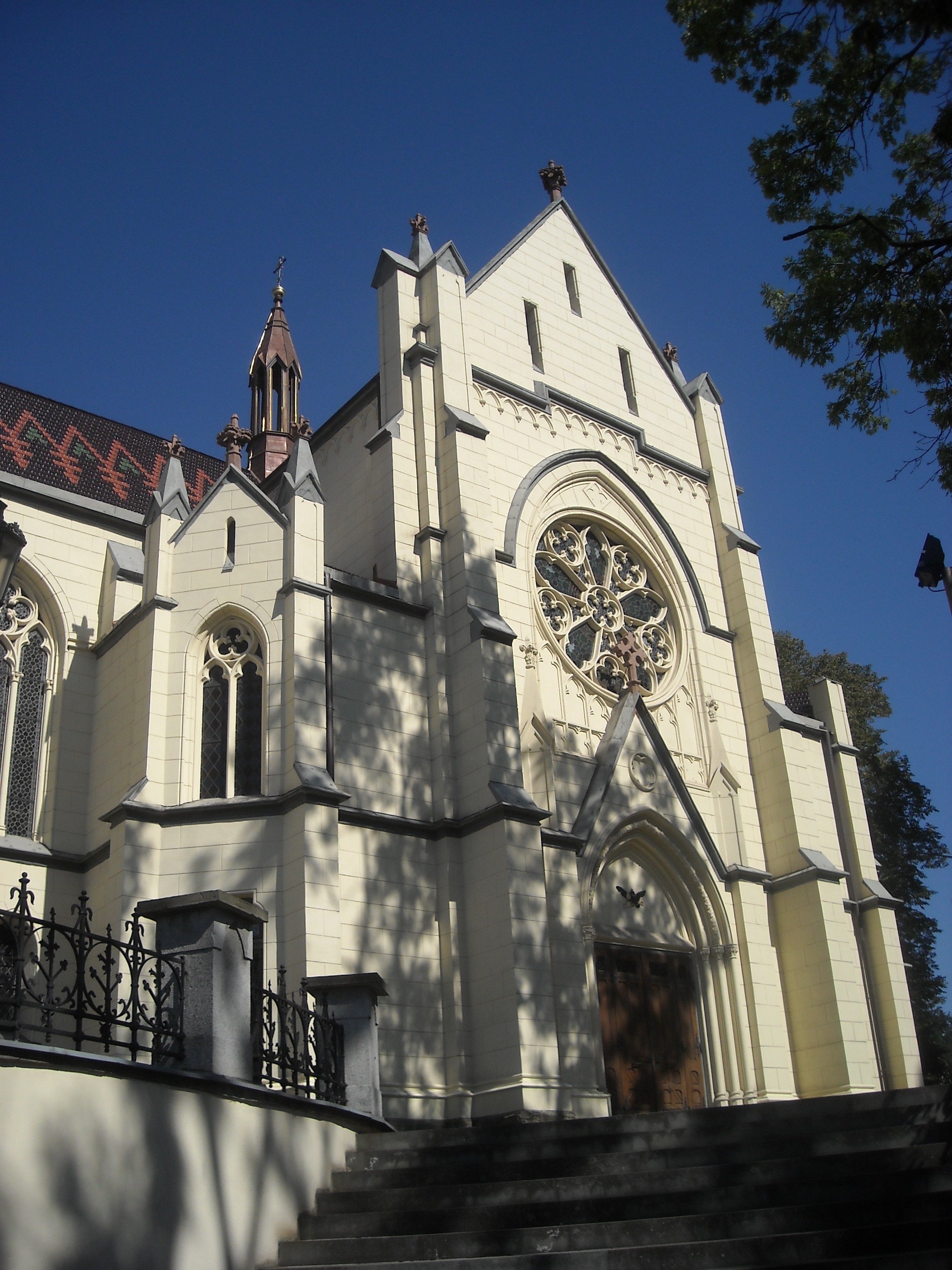
Příčná loď kostela

Kostel Narození Panny Marie je trojlodní orientovaná stavba s transeptem a dvouvěžím v západním průčelí. Stavbu zakončuje pravoúhlý závěre se slepým oknem a kružbami. Po stranách kněžiště jsou patrové sakristie. Průčelí je tříosé s bočními vchody a v ose s ústupkovým portálem. Tympanon zdobí reliéfní znak břevnovsko-broumovského kláštera. Portál je rámován pilastry ukončenými fiálami s křížovou kyticí. Nad portálem je trojúhelníkový štít se slepou kružbou. Nad štítem velká rozeta s kružbami a trojúhelníkový štít s třemi obdélnými okénky. Průčelí transeptu jsou shodná s hlavním. V tympanonu průčelí na epištolní straně je zobrazen reliéf letící orlice s hostií v zobáku s berlou a mitrou.
Po stranách průčelí stojí dvě hranolovité věže členěné římsami a okny s lomenými oblouky s kružbami (trojlisty), kruhovými okny, dvojicemi oken s lomeným obloukem a obloučkovým vlysem, které završují věžní hodiny. Opěráky jsou odstupňované. Nad hodinovými ciferníky je trojúhelníkový štít zakončený kyticí. Věž je zakončuje jehlanová plechová střecha.
V bočních lodích jsou prolomena sdružená dvojokna s lomeným obloukem s polosloupkem s hlavicí. Nad nimi velká okna s lomeným obloukem a s kružbami čtyřlístků. Fasáda je členěna opěráky, omítka je řešena v podobě kvádrové bosáže. Loď kryje mozaiková sedlová střecha.

### Interiér
Hlavní loď kostela završuje křížová klenba, boční lodě jsou odděleny arkádami. Interiér chrámu je vymalován dle návrhu malíře Františka Urbana. Oltářní obraz z 15. století patří k nejstarším dochovaným památkám v kostele, tvoří jej tři figurální kompozice Bolestného Krista, Bolestné Panny Marie a svatého Jana Křtitele. V kněžišti je zachovám hlavní gotický křídlový oltář z let kolem roku 1268. V roce 2013 byl zrestaurován hlavní oltář a malba v kněžišti, která zobrazuje pověst o založení kostela.
Kostelní varhany i s polychromovanou varhanní skříní z roku 1923 tvoří 2700 píšťal. Zhotovila je firma Bratři Riegrové z Krnova a Jejich dispozice svědčí o tom, že byly vyrobeny krom liturgických též pro koncertní účely. Pro opravu zašlého nástroje v roce 2008 poskytlo město Orlová finanční prostředky. Oprava probíhala od 23. září do 20. října 2008. V rámci Svatováclavského hudebního festivalu se v kostele konal koncert, na němž vystoupil i známý varhaník Aleš Bárta.

### Zvony

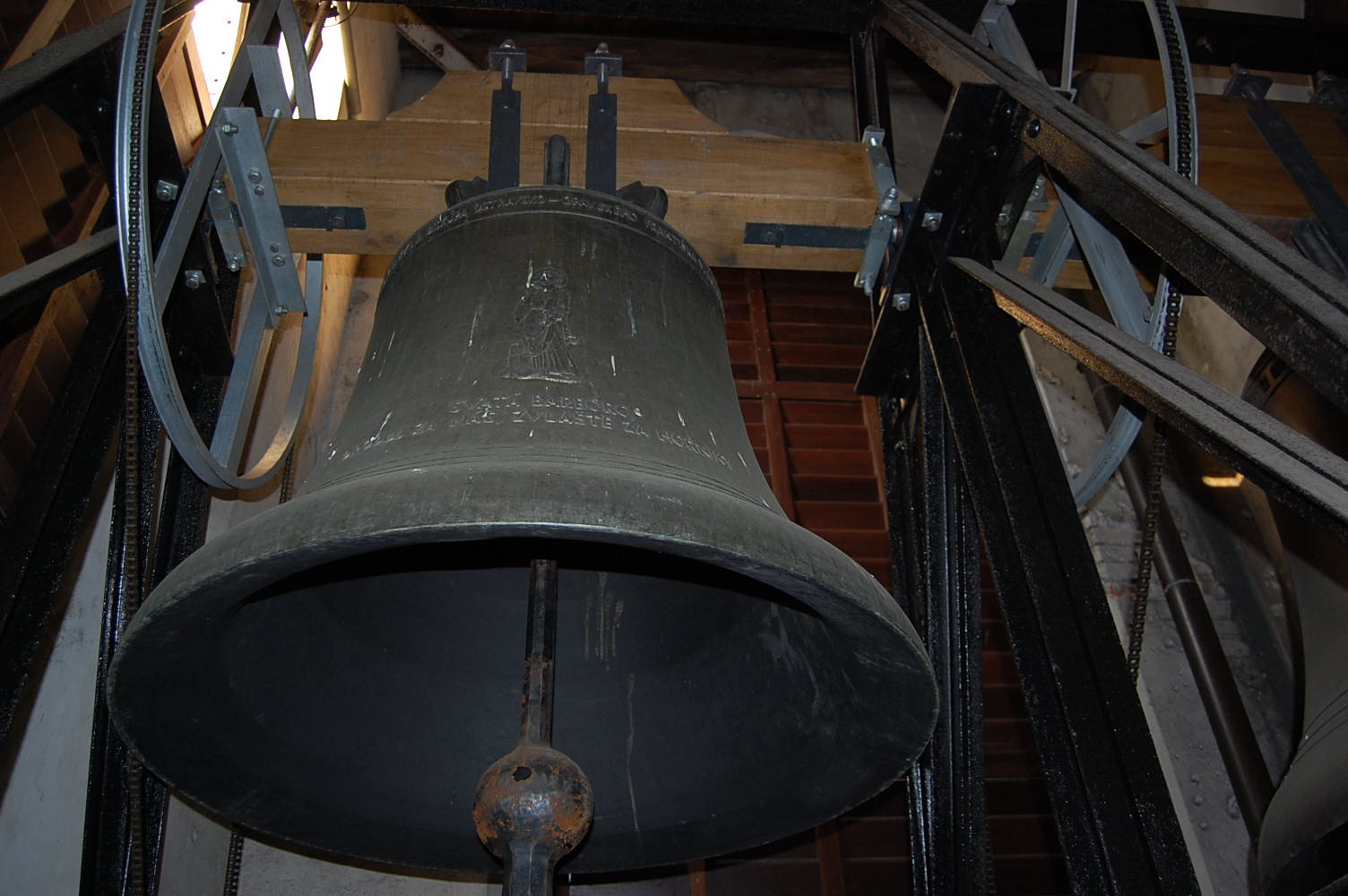
Zvon sv. Barbora

Z původních šesti se v kostele dochovaly pouze dva nejstarší zvony – jeden z roku 1435 o váze 750 kg a druhý z roku 1534 o váze 900 kg, které jsou nyní zavěšeny v jižní věži. V severní věži byly umístěny 3 zvony (sv. Jan Nepomucký, sv. Barbora a sv. Václav) požehnány a zavěšeny v roce 1932, rekvírovány během roku 1942. V roce 2010 pořídila farnost nové, ulité v Pasově. Větší sv. Martin má hmotnost 1370 kg, menší sv. Barbora váží 930 kg. Posvětil je 12. září 2010 František Lobkowitz, biskup Ostravsko-opavské diecéze. Sv. Barbora nese nápis: Svatá Barboro, oroduj za nás, zvláště za horníky.

## Okolí kostela

### Schodiště
Z náměstí ke kostelu vede široké boční schodiště ve tvaru písmene Y čítající 98 schodů postavených v roce 1861. Monumentální kostelní schody zdobí čtyři sochy svatých:
- Socha sv. Josefa (1863) – Má 2 metry vysoký podstavec umístěný na hranolovém soklu, ten zdobí boční volutová křídla s reliéfní větévkou květů. Socha sama drží v pravé ruce květ lilie, v levé malého Ježíše.
- Socha sv. Benedikta (1863) – Muž v mnišském šatu pozvedá hlavu k nebi, levou ruku má položenou na hrudi, pravou tiskne k boku rozevřenou knihu.
- Socha sv. Jana Nepomuckého (1871) – Oblečen v kněžském rouchu, pokleká a otáčí se doprava ke kostelu. Pravou rukou drží na hrudi kříž, levou tiskne k tělu rozevřenou knihu.
- Socha sv. Hedviky (1871) – Na čelní straně podstavce je zobrazen motiv hořícího srdce v rámu ze dvou zkřížených ratolestí. Postava je komponována jako volně stojící žena oděná v plášti, který přidržuje oběma rukama.[2]

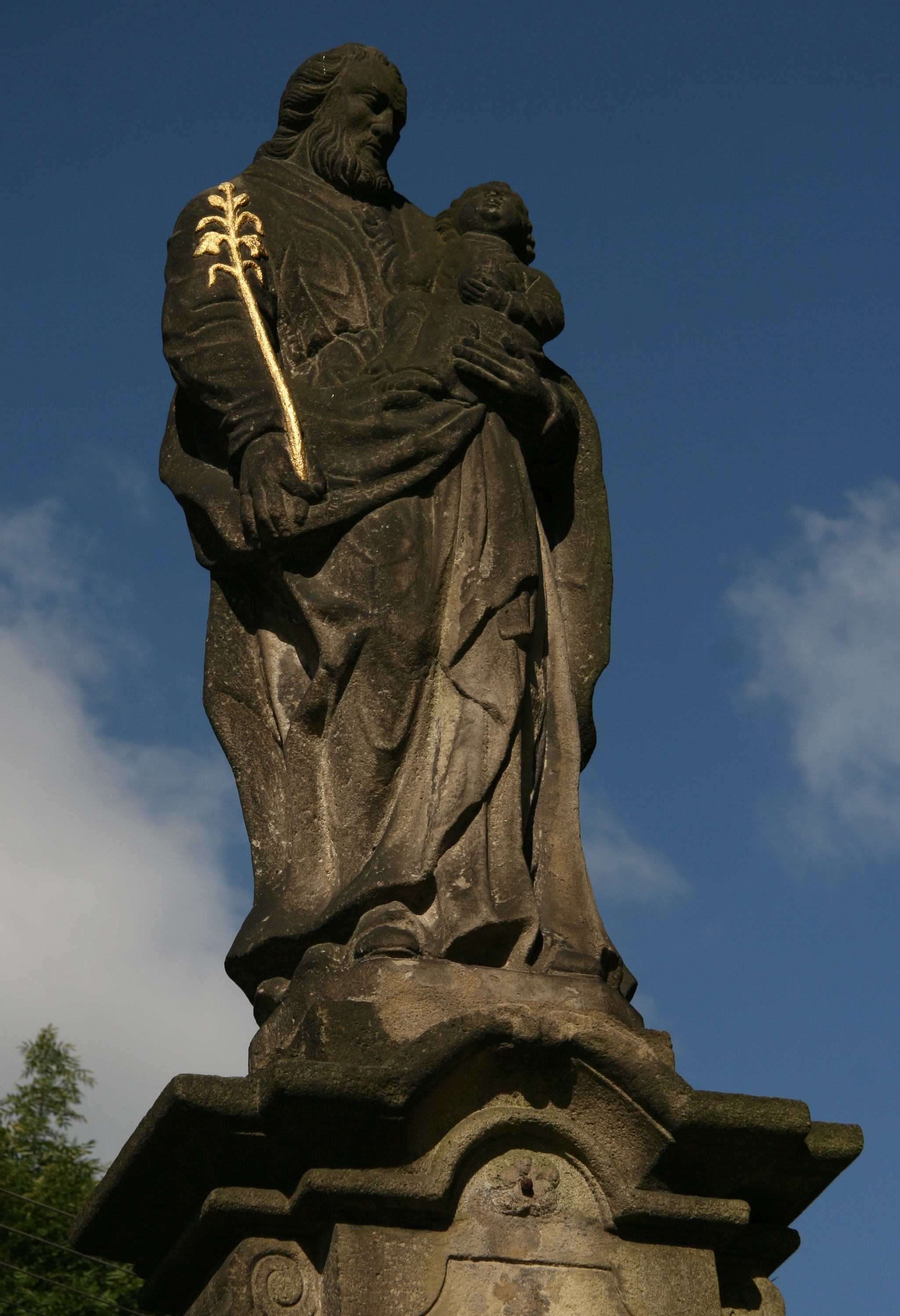
Sv. Josef
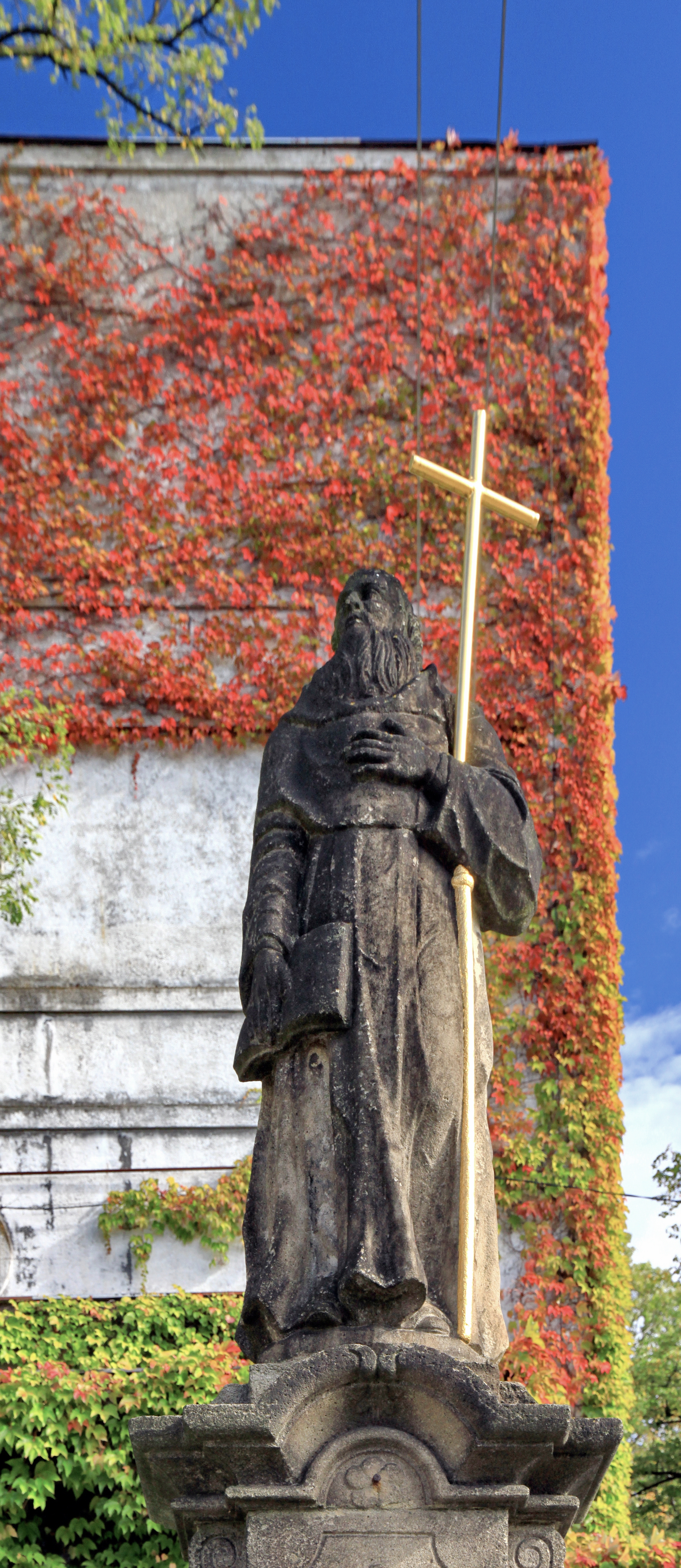
Sv. Benedikt
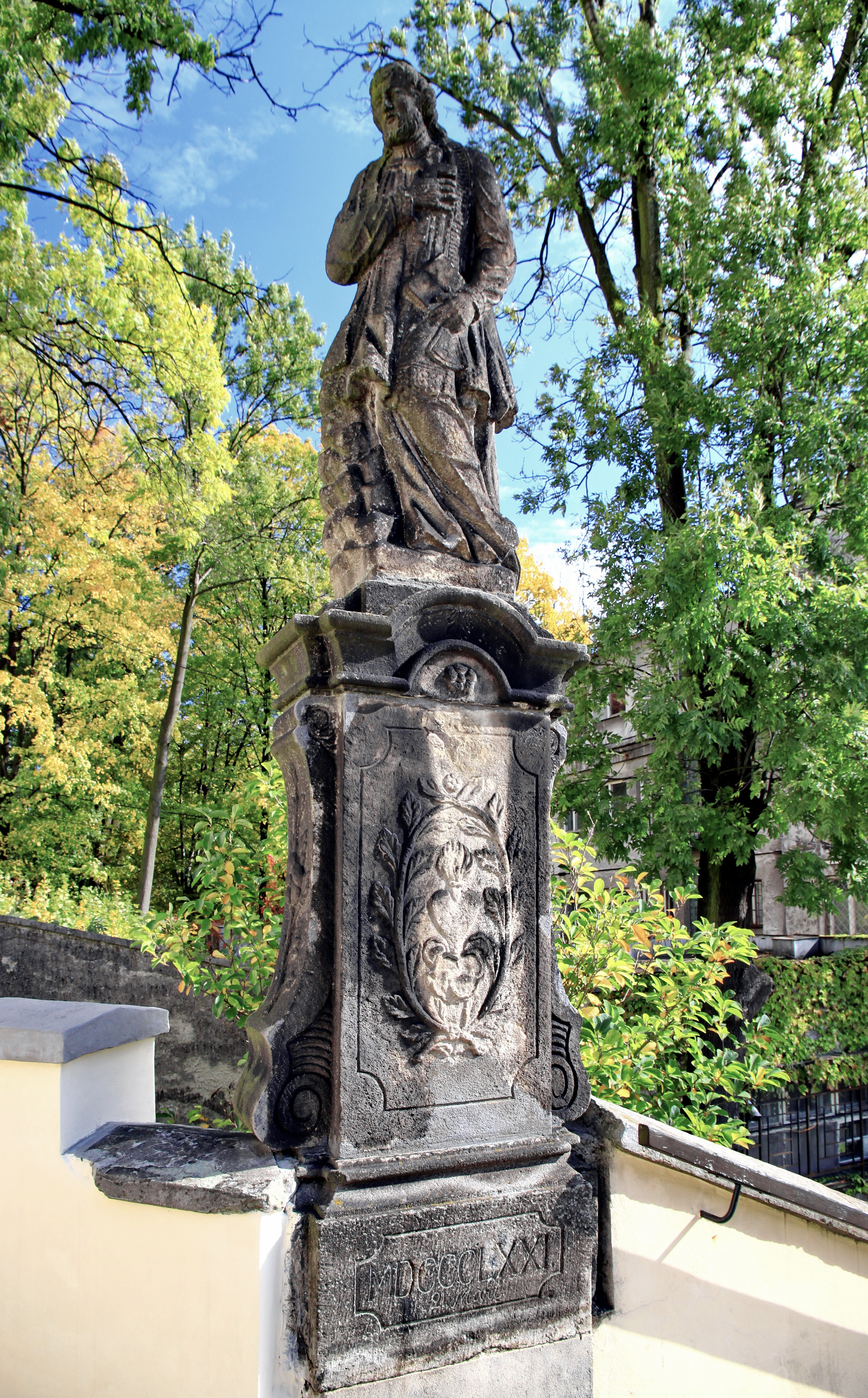
Sv. Jan Nepomucký
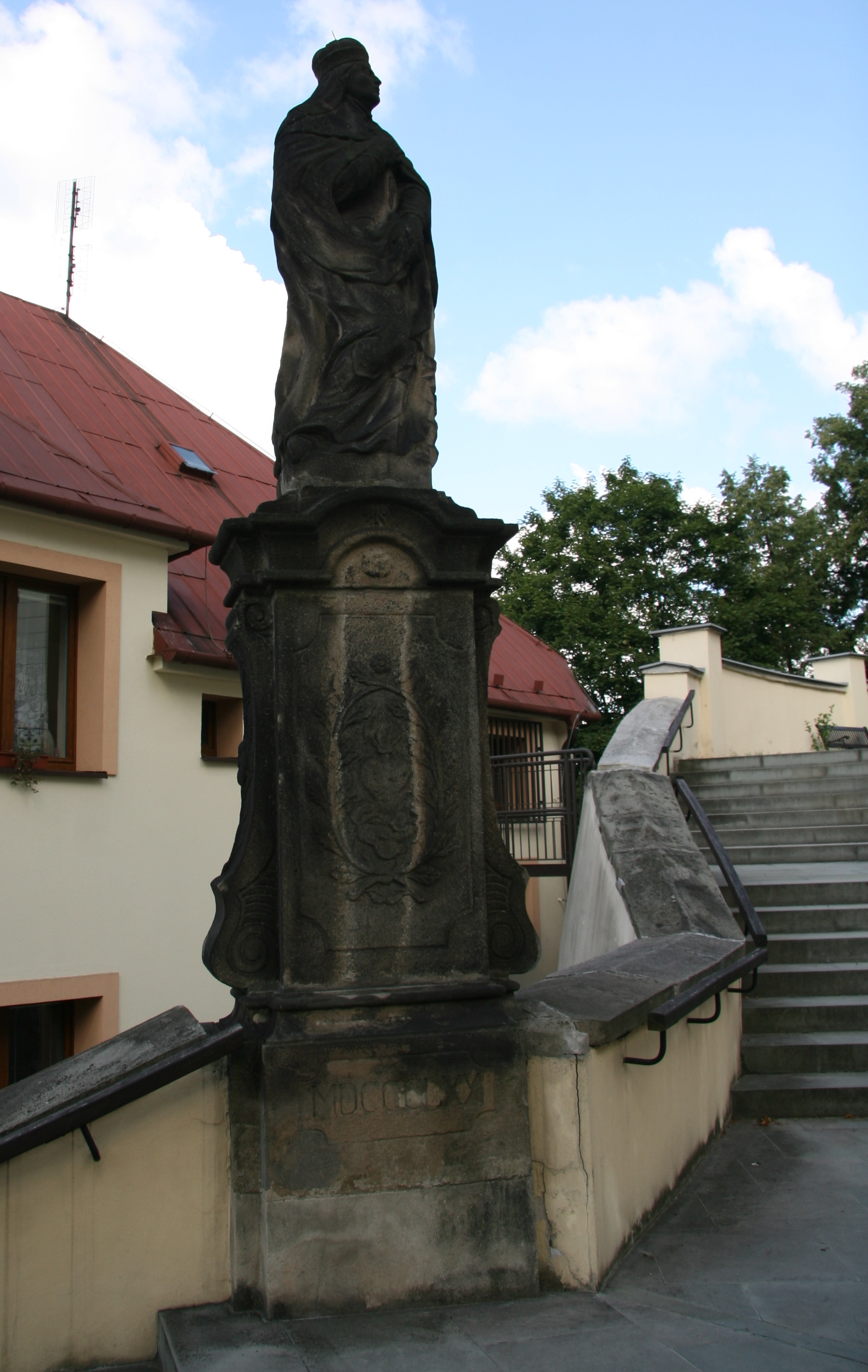
Sv. Hedvika

### Zámecký park
Za kostelem se v místech, kde před demolicí v roce 1979 stál zámek, rozprostírá zámecký park s přírodně-krajinářskou kompozicí založený počátkem 18. století. V devadesátých letech 20. století započala jeho rozsáhlá asanace, která skončila v roce 2000. V jejím rámci byla obnovena parková louka a vysázeny okrasné keře. Park se rozkládá na ploše 4,5 hektaru a je od roku 1958 památkově chráněn.
V dubnu 2021 bylo v parku umístěno jedno ze zastavení historické naučné stezky Zapomenutá Orlová.

## Zajímavosti
V kostele a okolí se natáčely scény kontroverzního polského filmu Klér režiséra Wojciecha Smarzowského, který byl uveden do kin v roce 2018. Původně se měl film natáčet v Krakově, ale představitelé tamní katolické církve k tomu nedali povolení, takže se hledaly lokace v Česku.

## Galerie

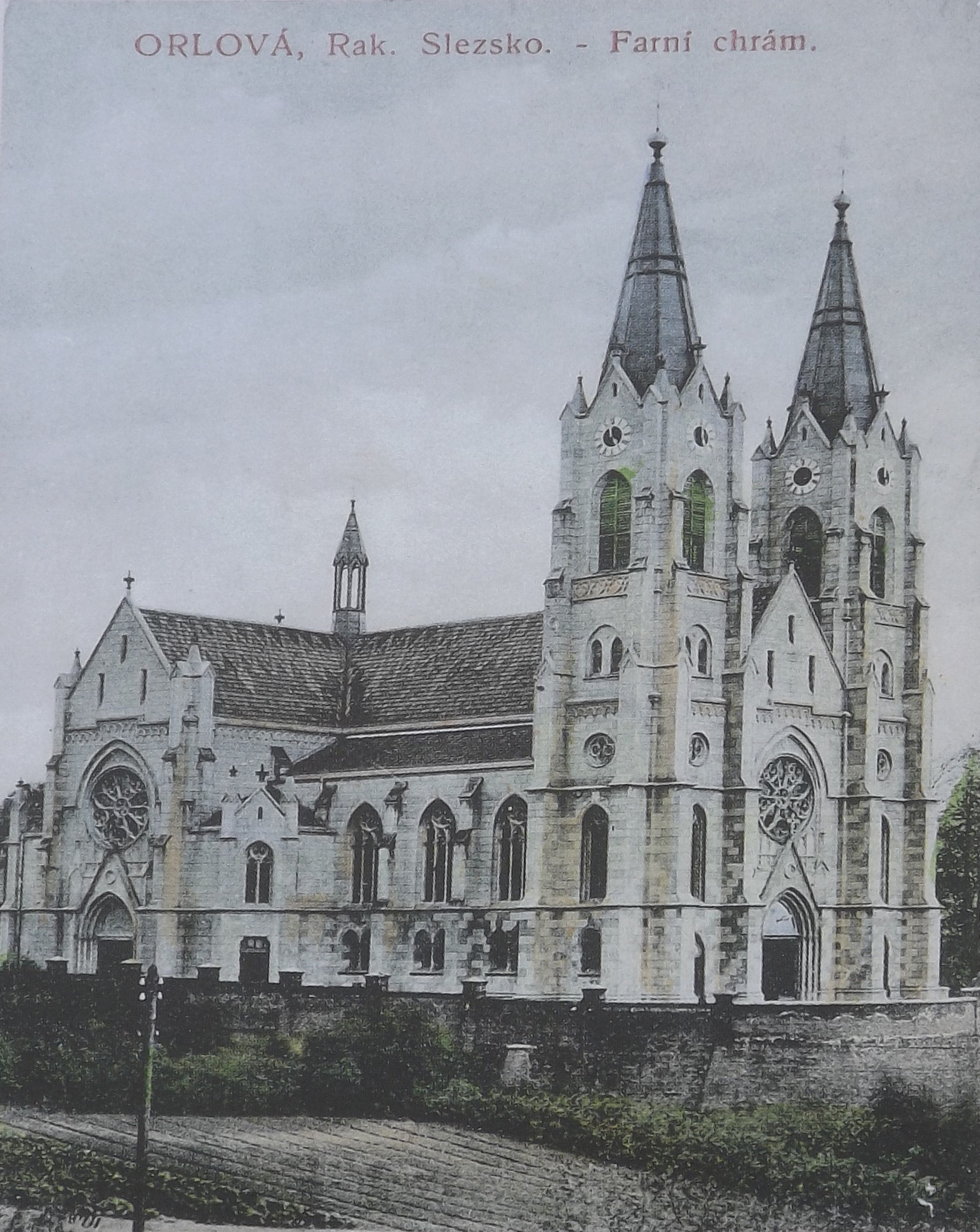
Kostel Narození Panny Marie v roce 1908
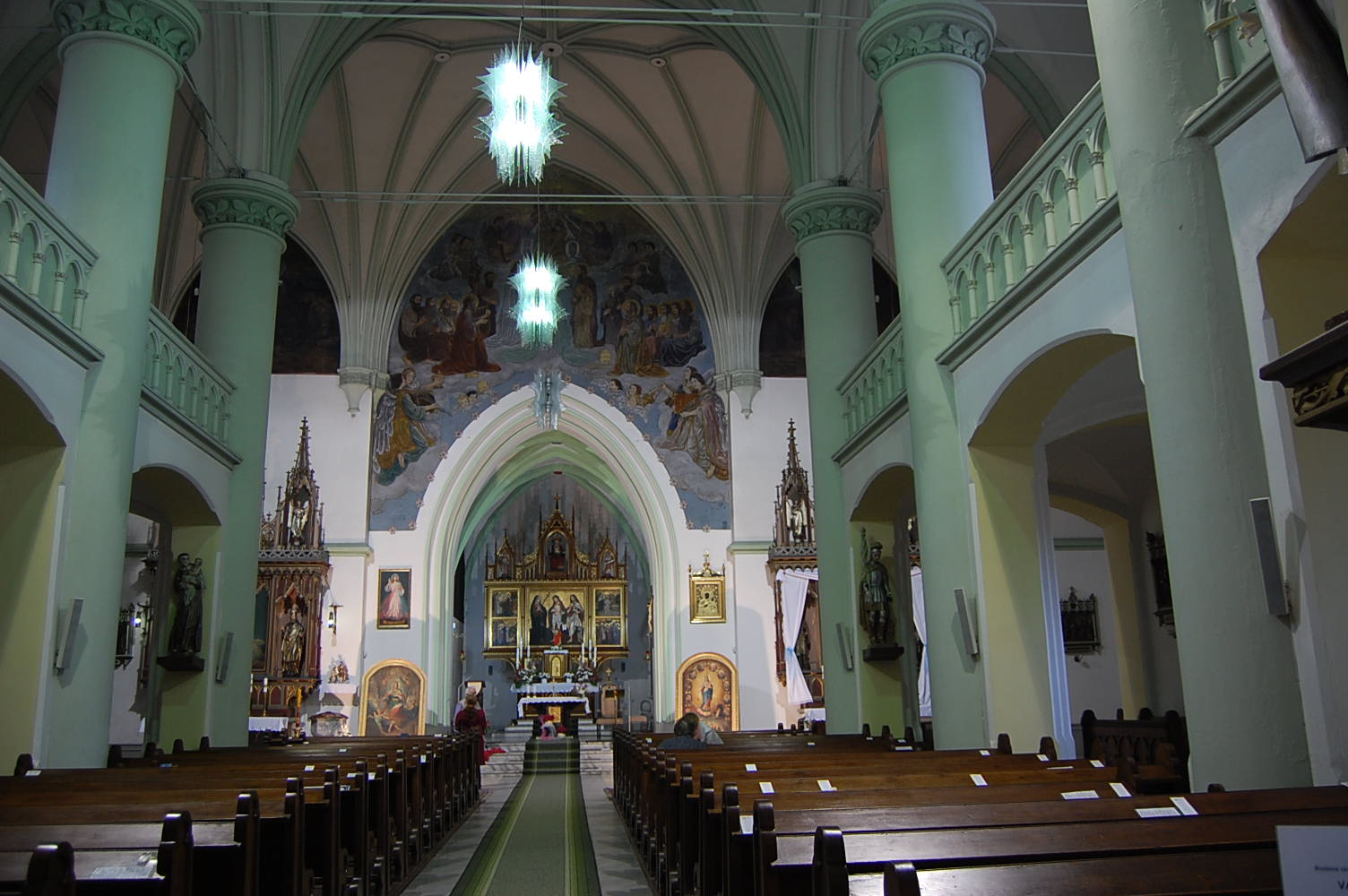
Hlavní loď
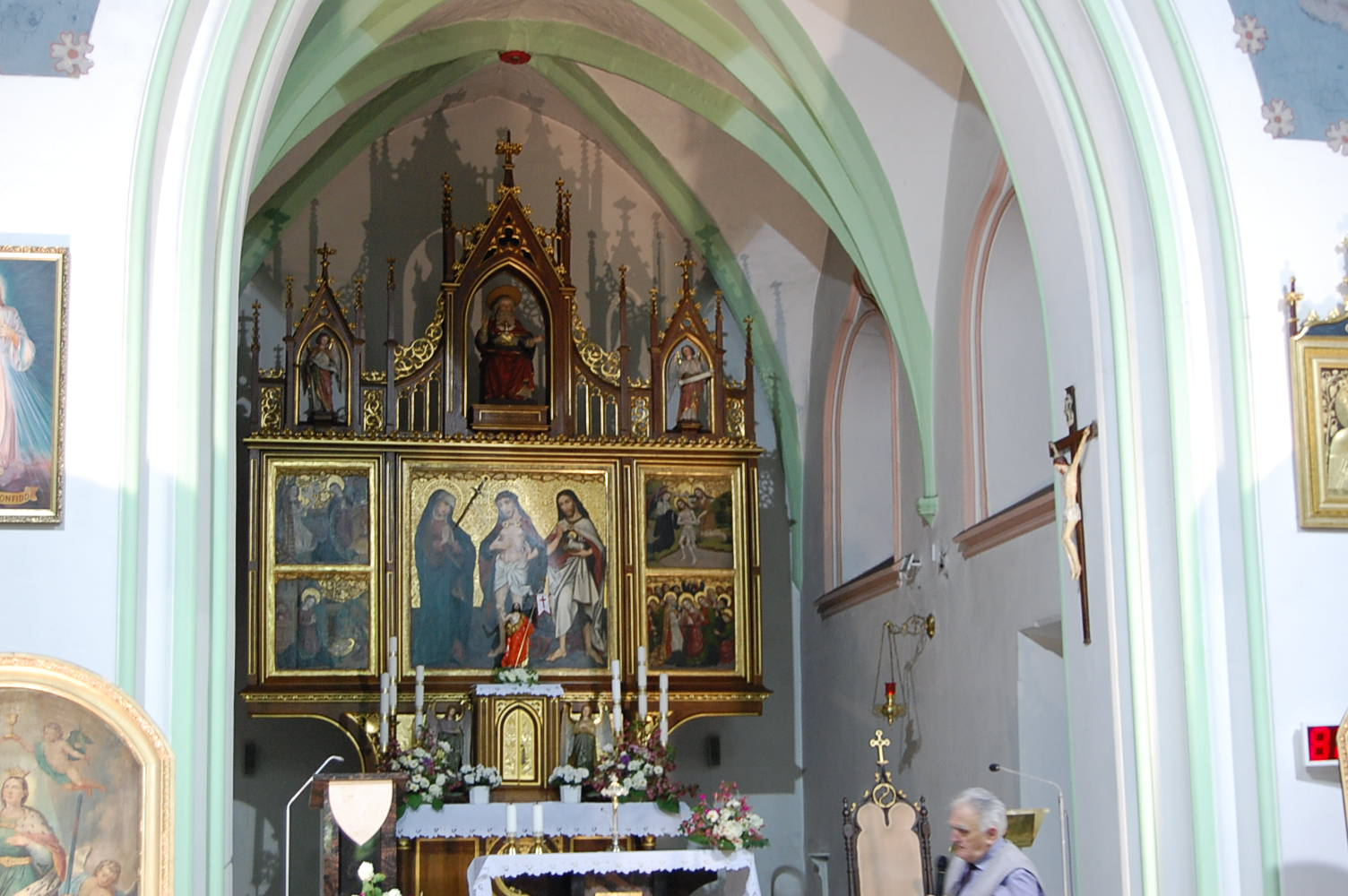
Hlavní oltář
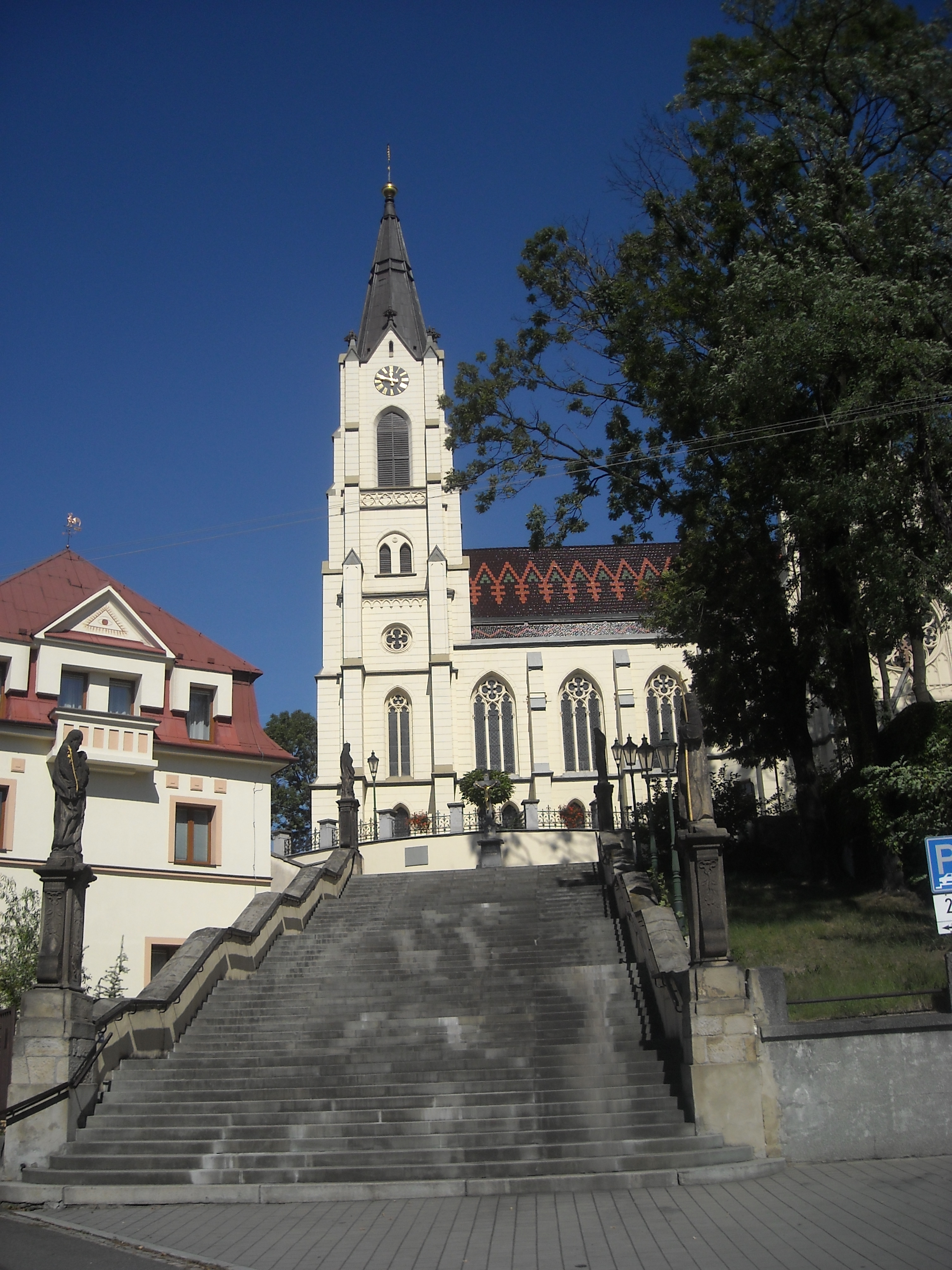
Schody se sochami
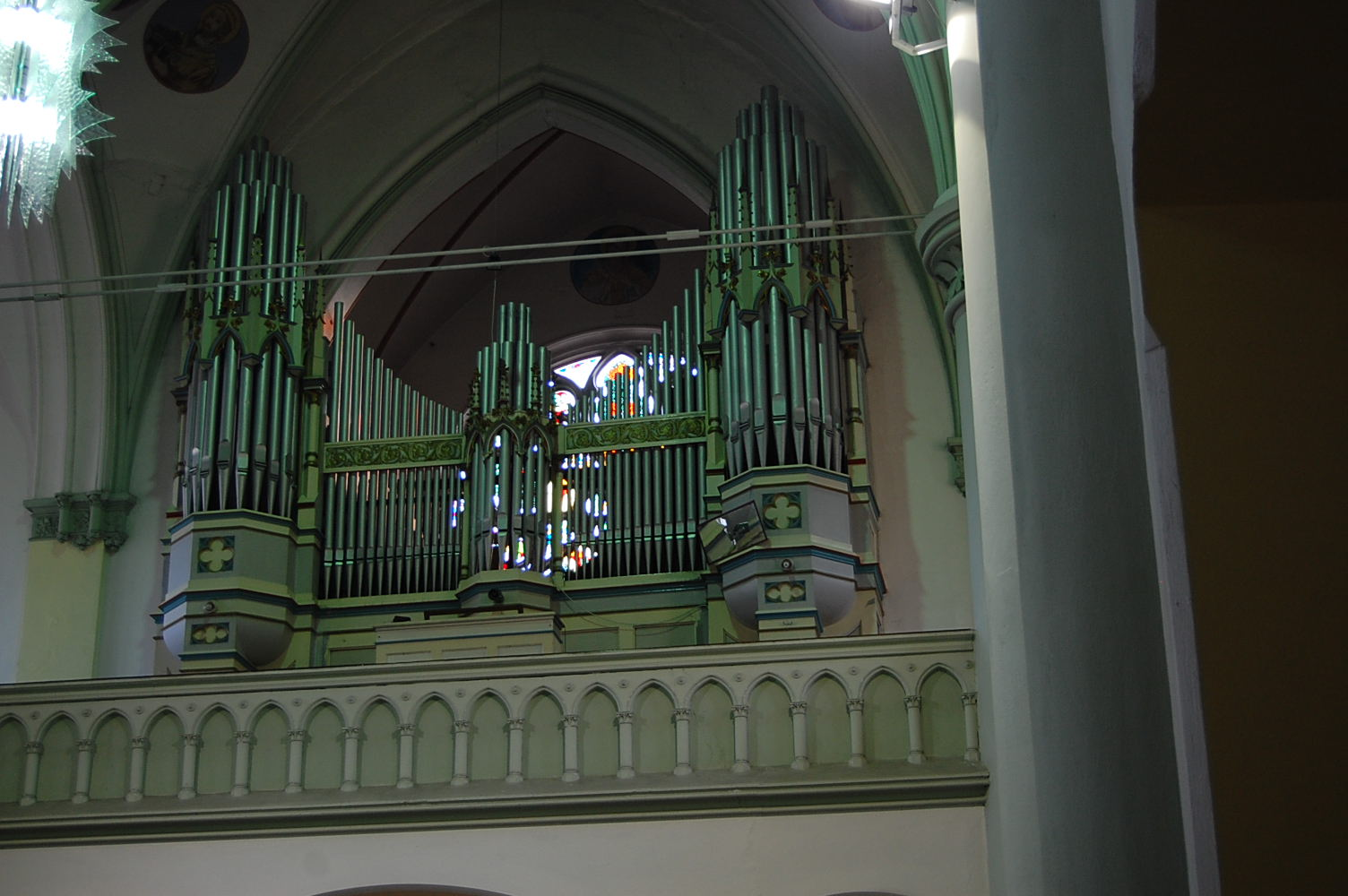
Varhany
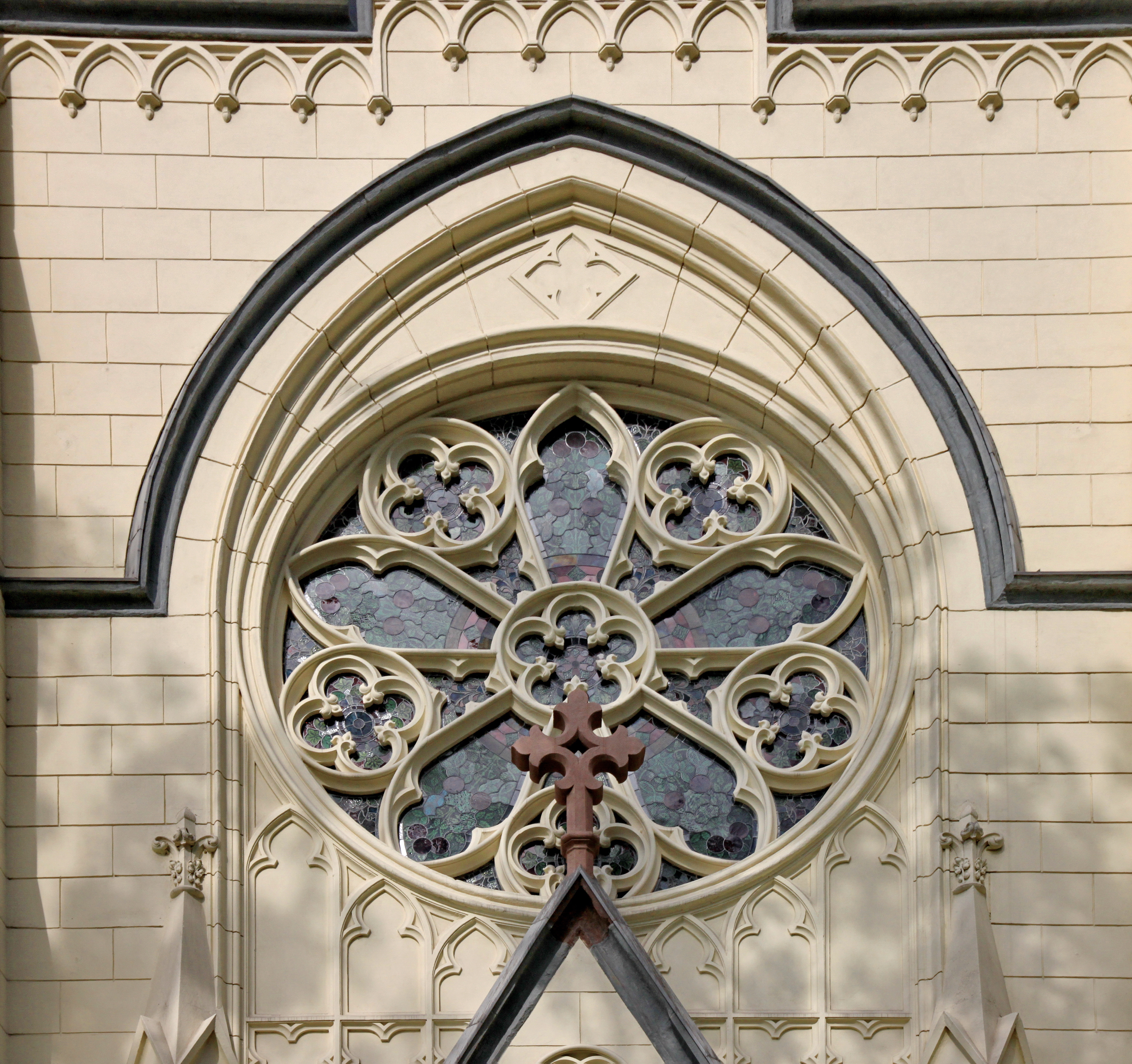
Ornament na vchodové straně kostela
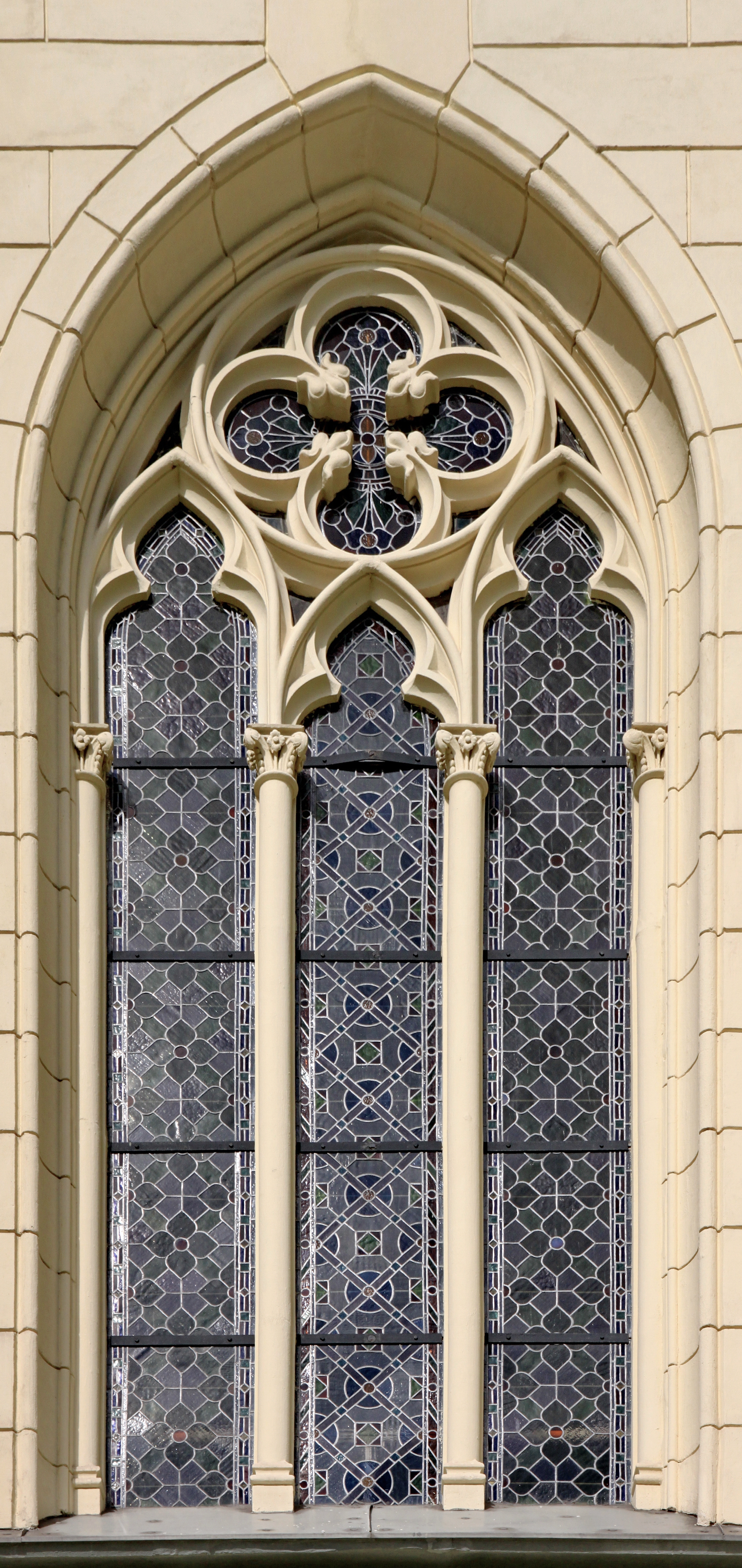
Detail okna při jižní zdi
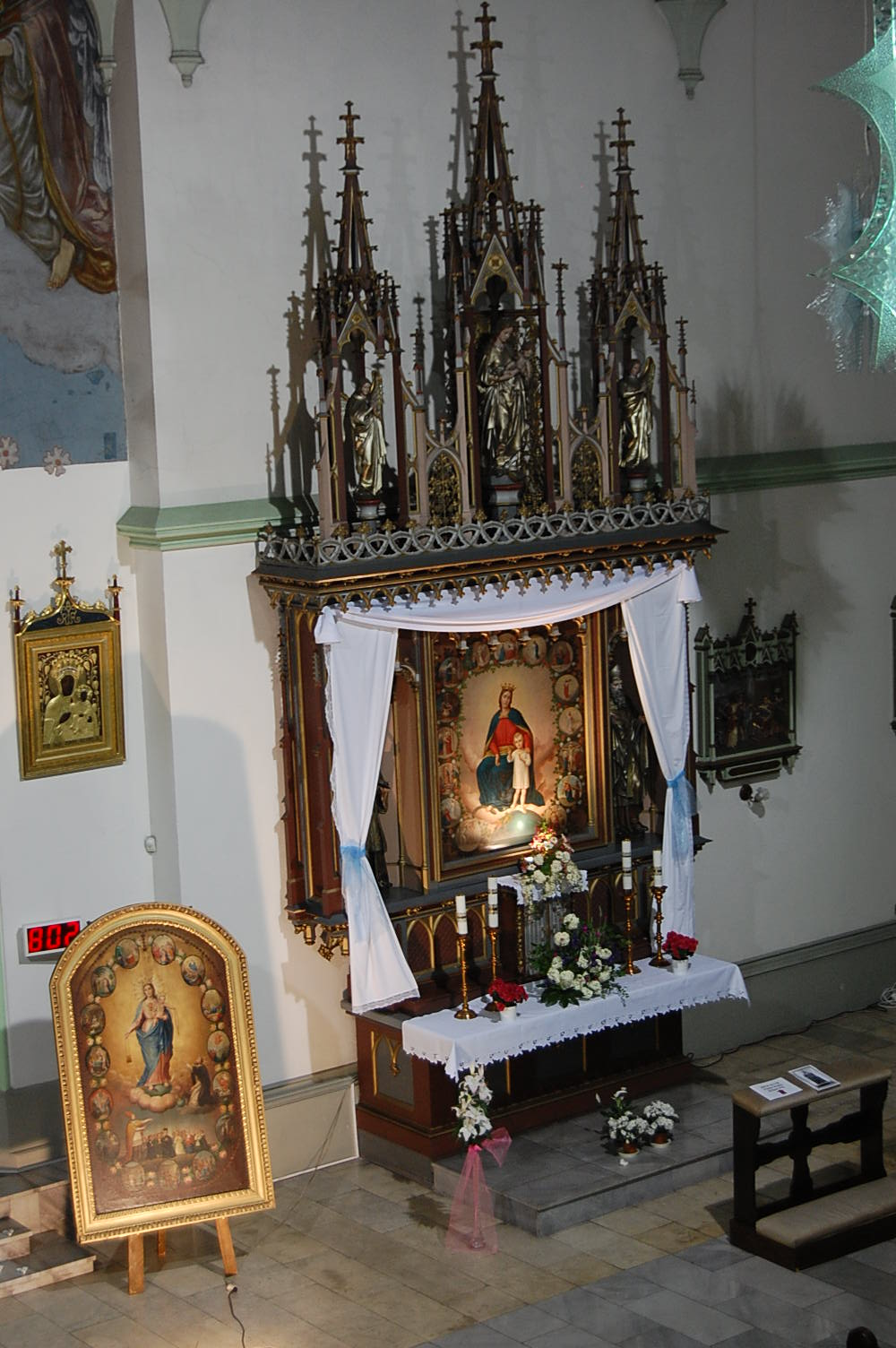
Kněžiště
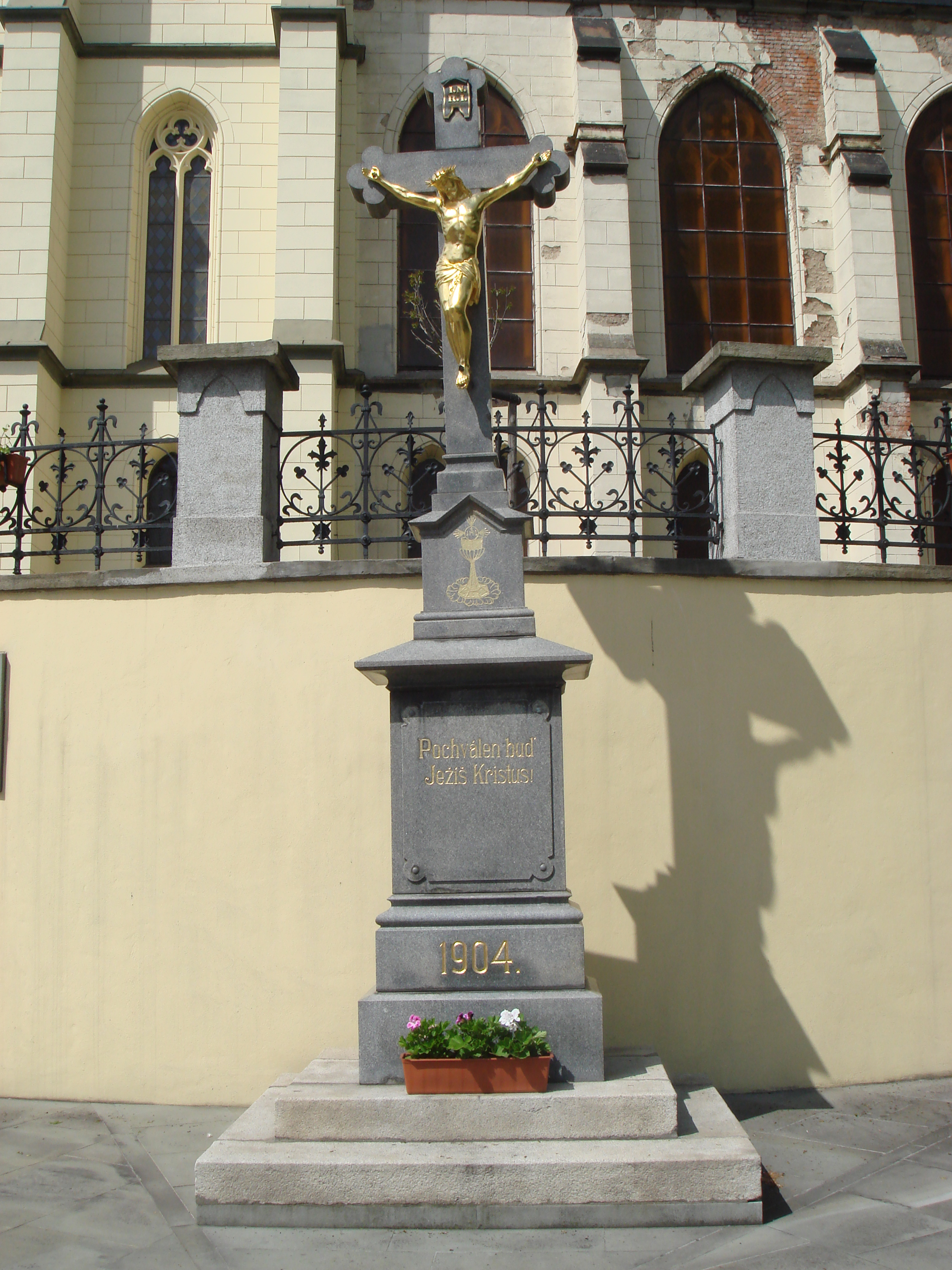
Krucifix na schodech
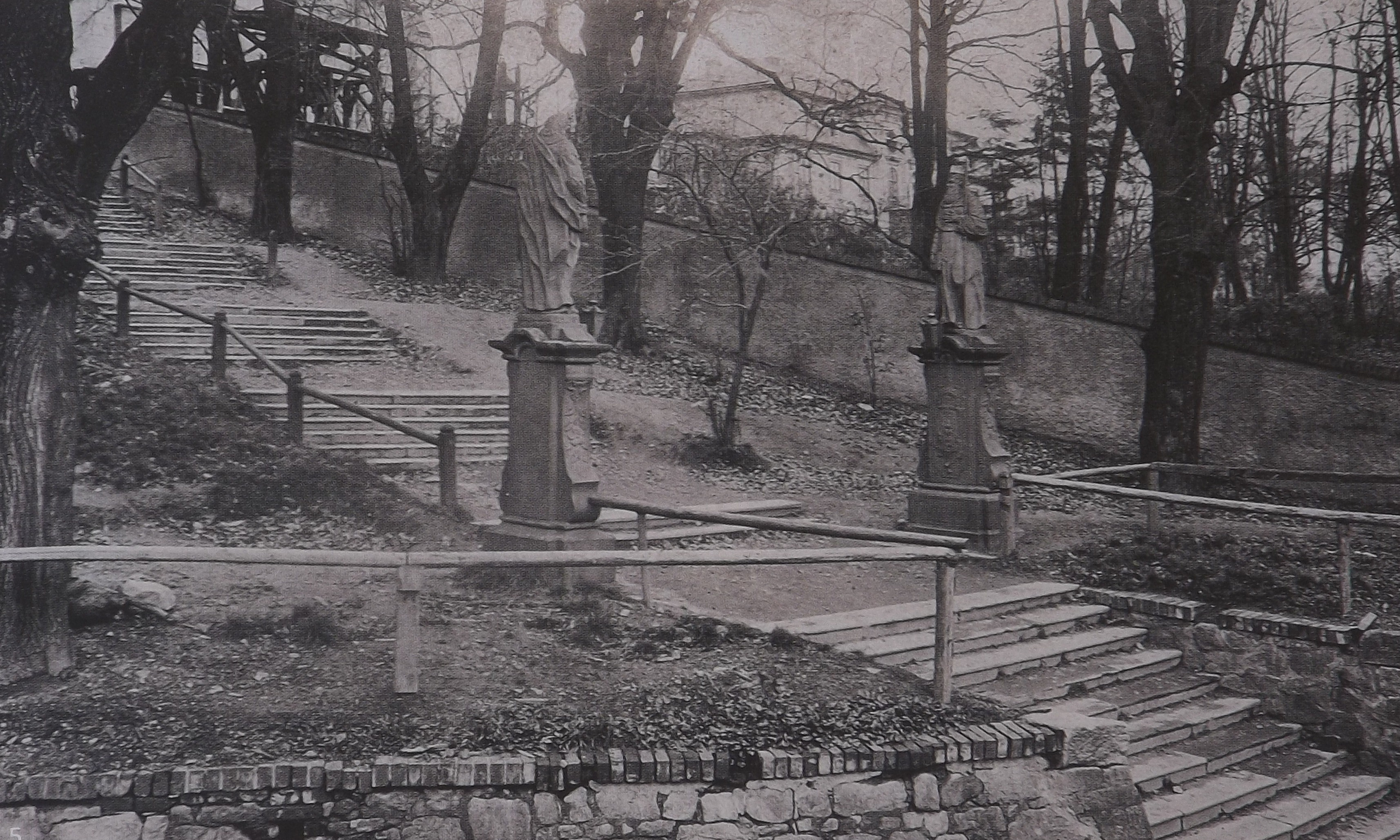
Archivní fotografie schodiště (1906)